# 诺埃尔·德尔贝格
诺埃尔·德尔贝格（法語：Noël Delberghe，1897年12月25日—1965年9月17日），法国前男子水球运动员。他曾代表法国国家队参加1924年夏季奥林匹克运动会水球比赛，结果队伍获得一枚金牌。